# Habitatge al carrer del Carme, 20 (Vinyols i els Arcs)
L'Habitatge al carrer del Carme, 20 és una obra de Vinyols i els Arcs (Baix Camp) protegida com a Bé Cultural d'Interès Local.

## Descripció
Casa entre mitgeres de planta baixa i dos pisos amb teulada a doble vessant i el carener paral·lel a la façana principal. A la planta baixa s'obre una gran porta d'arc de mig punt rebaixat adovellada, i en la dovella clau apareix la inscripció "1783" emmarcada dins una forma lobulada en relleu. A l'espai entre la planta baixa i el primer pis s'obre un balcó i un altre més al primer pis. Al segon pis hi ha una finestra quadrada.